# Космос-2078
Космос-2078 је један од преко 2400 совјетских вјештачких сателита лансираних у оквиру програма Космос.
Космос-2078 је лансиран са космодрома Тјуратам, Бајконур, СССР, 15. маја 1990. Ракета-носач Сојуз је поставила сателит у орбиту око планете Земље. 